# 瓦莱-达什丰迪什
瓦莱-达什丰迪什是葡萄牙布拉干萨区的一个堂区。总面积16.65平方公里，总人口430人，人口密度25.8人/平方公里。